# 瑪莉亞卡拉·波高諾
瑪莉亞卡拉·柏斯卡諾（義大利語：Mariacarla Boscono，1980年9月20日—），義大利超級名模。
原本一頭黑色長髮的瑪莉亞卡拉起初在模特界是個小人物，直至她在2005年剪了一頭徐姿式金色短髮後迅速走紅。在該年，她在紐約、 米蘭和巴黎時裝週走了七十多埸秀。
她與紀梵希(Givenchy)的設計師Riccardo Tisci是好友，多次為Givenchy走秀和代言廣告。她亦曾為Dior，Chanel，Prada，La Perla，Dolce&Gabbana，Alberta Ferretti，Versace等名牌代言廣告。她略寬的眼距和強勢的台步是她的個人特色。